# 요나스 웅에
요나스 웅에(스웨덴어: Jonas Unge, 1681년 2월 3일~1755년 3월 25일)는 17세기와 18세기 중세 시대 스웨덴의 정치인 겸 외교관이다.
카를 11세 스웨덴 국왕의 치세 시절이었던 1700년에 스웨덴 군주제의 정치 분야에 첫 등용된 그는 이후 1755년에 향년 74세로 사망할 때까지 어언 55년간을 카를 11세, 카를 12세, 엘레오노라, 프레드리크 1세, 아돌프 등을 비롯한 5명의 스웨덴 군주를 섬기며 스웨덴 지역 관료와 스웨덴 왕실 추밀원 예하 행정관·비서관·보좌관·서기관 등을 지냈고 이후로도 스웨덴 정치 분야와 외교 분야의 상장 원로 영수(上長 元老 領袖)로 자리매김하였다.